# Kenttäsaari (ö i Lappland, Östra Lappland, lat 66,67, long 26,90)
Kenttäsaari är en ö i Finland. Den ligger i sjön Ala-Hyypiönjärvi och i kommunen Kemijärvi i den ekonomiska regionen  Östra Lapplands ekonomiska region  och landskapet Lappland, i den norra delen av landet, 700 km norr om huvudstaden Helsingfors. Öns area är 0,9 hektar och dess största längd är 140 meter i sydväst-nordöstlig riktning.